# Casa de Fierro
A Casa de Fierro (a spanyol név jelentése: „vasház”) a perui Iquitos városának egyik jellegzetes építménye.

## Története
Az épületet Gustave Eiffel tervei alapján készítették el a belga Forjes d'Aiseau műhelyeiben, majd 1889-ben különböző források szerint vagy egy Anselmo del Aguila, vagy egy Julio H. Toots nevű kaucsukbáró vásárolta meg, aki 1890-ben Párizsból Iquitosba hozatta. Itt, mielőtt összeszerelték volna, kiderült, hogy nagyon nagy, viszont károsodás nélkül két részre osztható: így ketté is osztották. Az első részt Carlos Fermín Fitzcarrald (aki szintén kaucsukbáró volt, méghozzá a korszak egyik leggazdagabbja) egyik társa vette meg, és Madre de Dios megyében akarta felállíttatni, ám a szállítás nehézségei miatt végül az iquitosi vízparton állította fel. Itt egy másik vállalkozó vette meg, ám nem tartotta karban, így állaga nagyon leromlott, végül anyagát ócskavasként értékesítették. A másik részt a város Plaza de Armas nevű főterén állították fel, ahol ma is áll. Számos tulajdonosváltáson ment keresztül, használták magánlakásként, vendéglőként és gyártóműhelyként is.
A 21. század elején Judith Acosta vállalkozó tulajdonában állt, de 2011-ben már elhagyatott volt és bérbeadásra várt. A tervek szerint kulturális és turisztikai célokra hasznosítanák.

## Képek

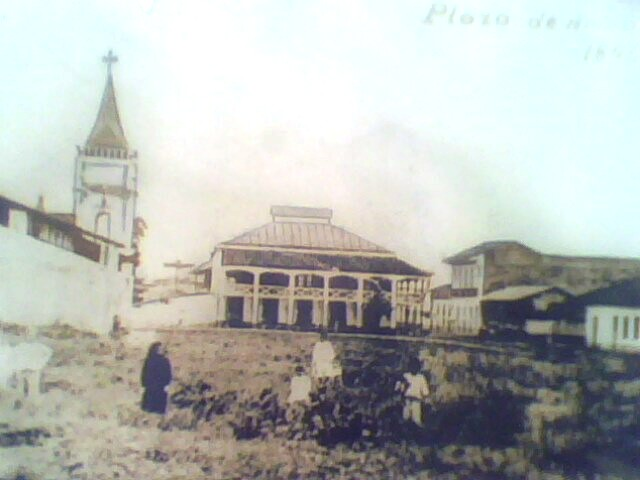
Régi kép az épületről
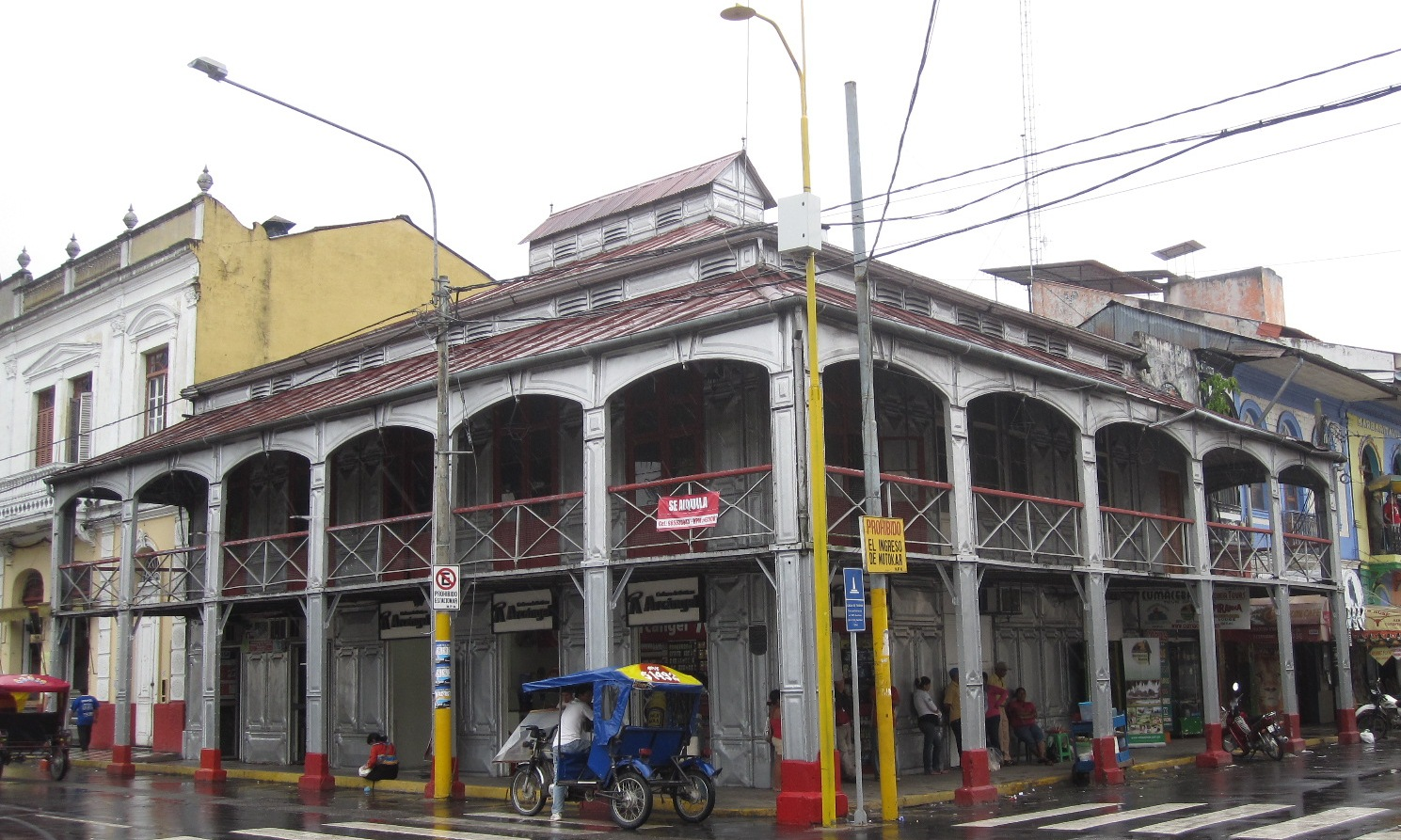
Utcasarok
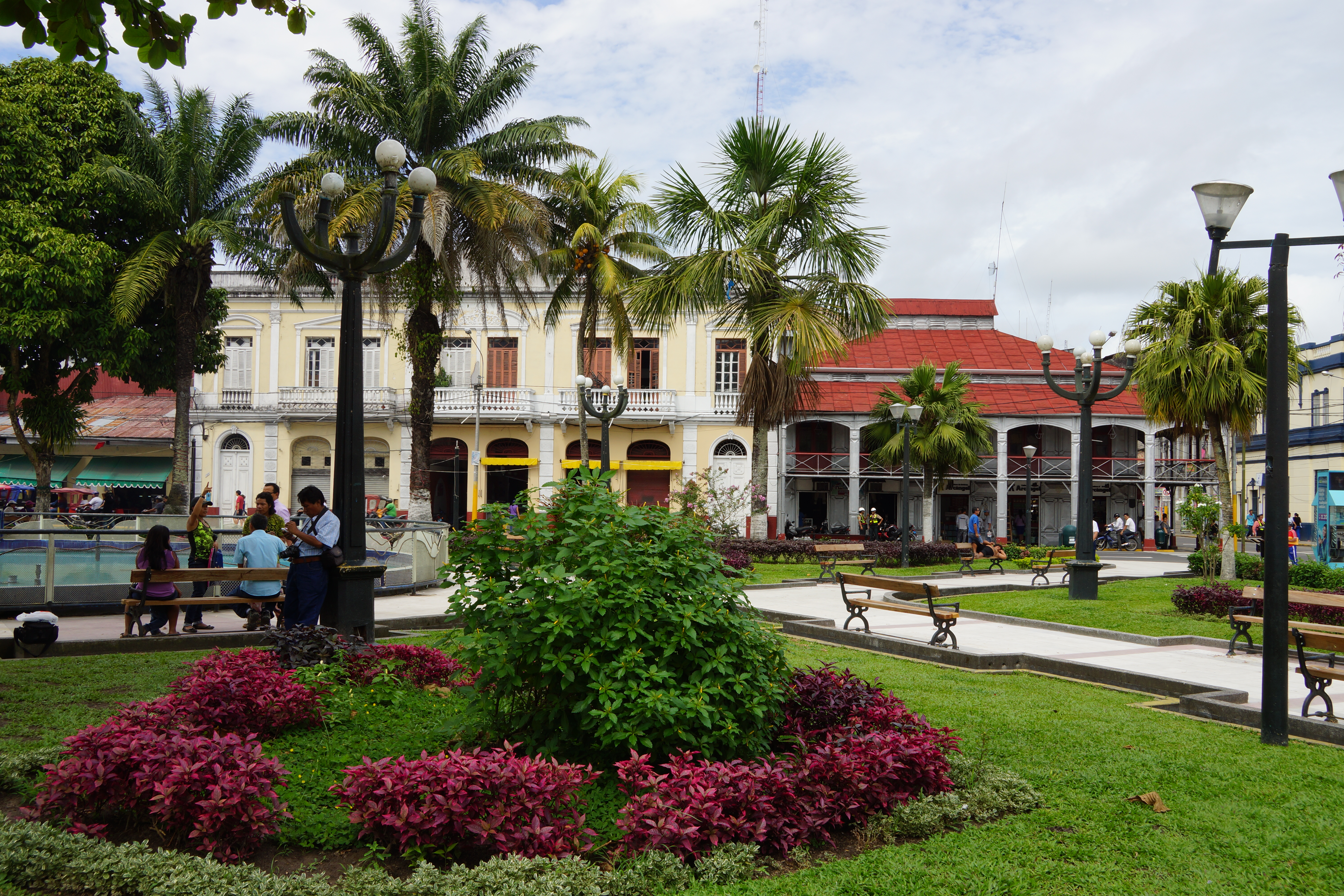
A Plaza de Armas tér és a Casa de Fierro
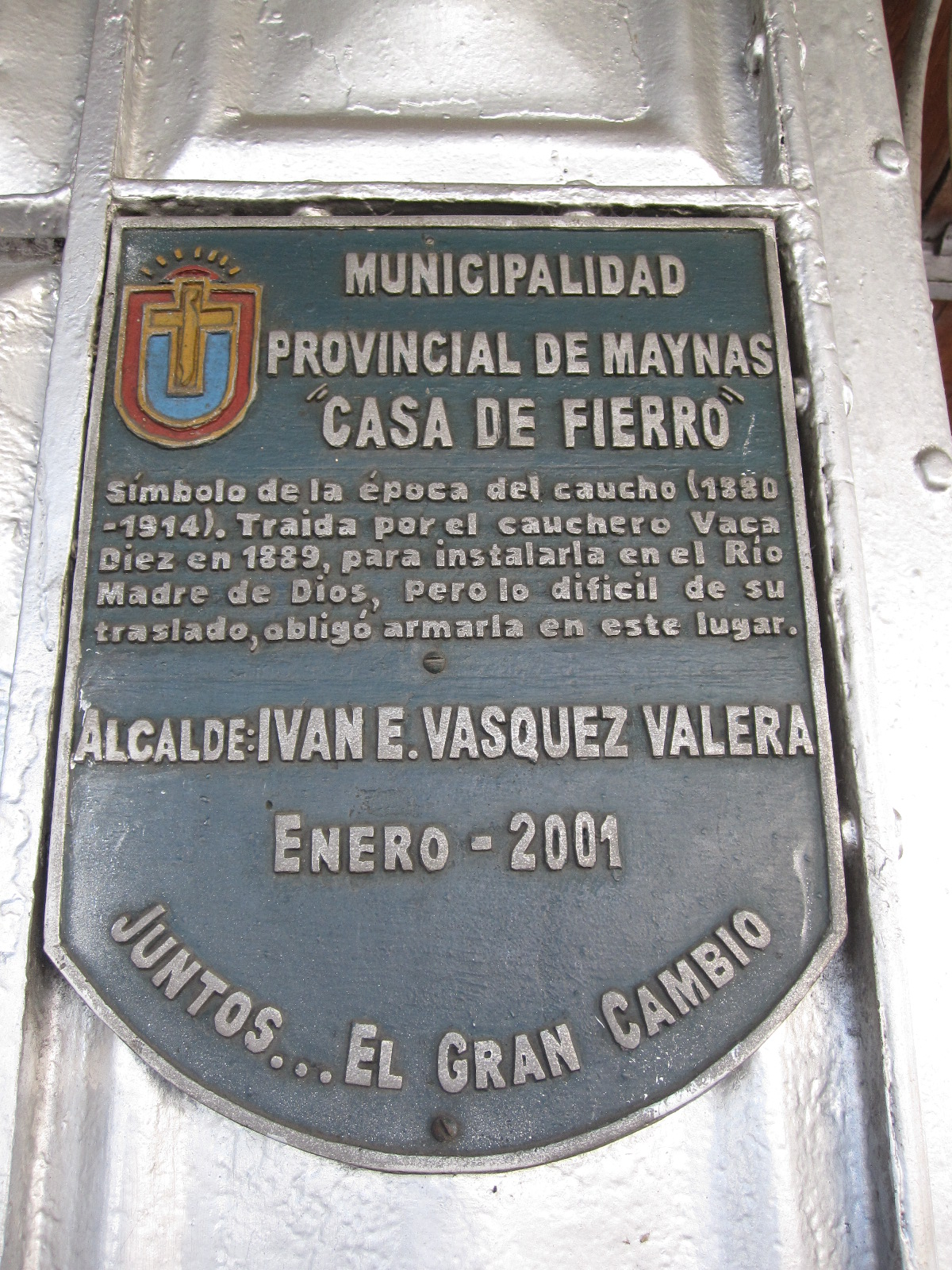
Emléktábla